# 瓦勒伊
瓦勒伊（法語：Valeuil，法語發音：[valœj]）是法国多尔多涅省的一个旧市镇，位于该省中部偏北，属于农特龙区。2019年，瓦勒伊与临近的5个市镇并入市镇佩里戈尔地区布朗托姆。

## 地理
瓦勒伊（45°19'59"N, 0°37'4"E）面积18.5 平方千米，位于法国新阿基坦大区多爾多涅省，该省份为法国西南部内陆省份，是法國本土面积第三大的省，大致对应佩里戈尔地区，北起顺时针与夏朗德省、上维埃纳省、科雷兹省、洛特省、洛特-加龙省、吉倫特省和滨海夏朗德省接壤。
与瓦勒伊接壤的市镇（或旧市镇、城区）包括：布朗托姆。
瓦勒伊的时区为UTC+01:00、UTC+02:00（夏令时）。

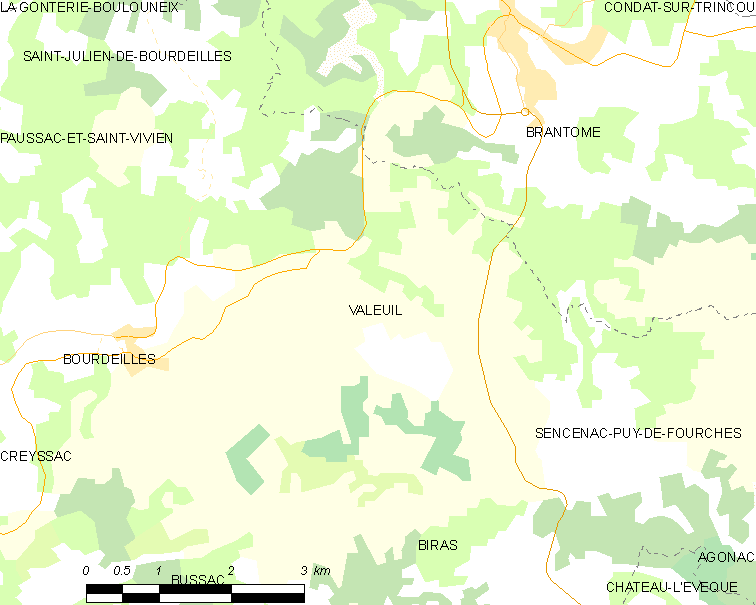
瓦勒伊的OSM定位图

## 行政
瓦勒伊的邮政编码为24310，INSEE市镇编码为24561。

## 政治
瓦勒伊所属的省级选区为佩里戈尔地区布朗托姆县。

## 交通
多尔多涅省省道D78线经过镇中心，另有D106线和D939线过境。

## 人口

1962-2008年间瓦勒伊人口变化图示

瓦勒伊于2018年1月1日时的人口数量为330人。